# Via Augusta

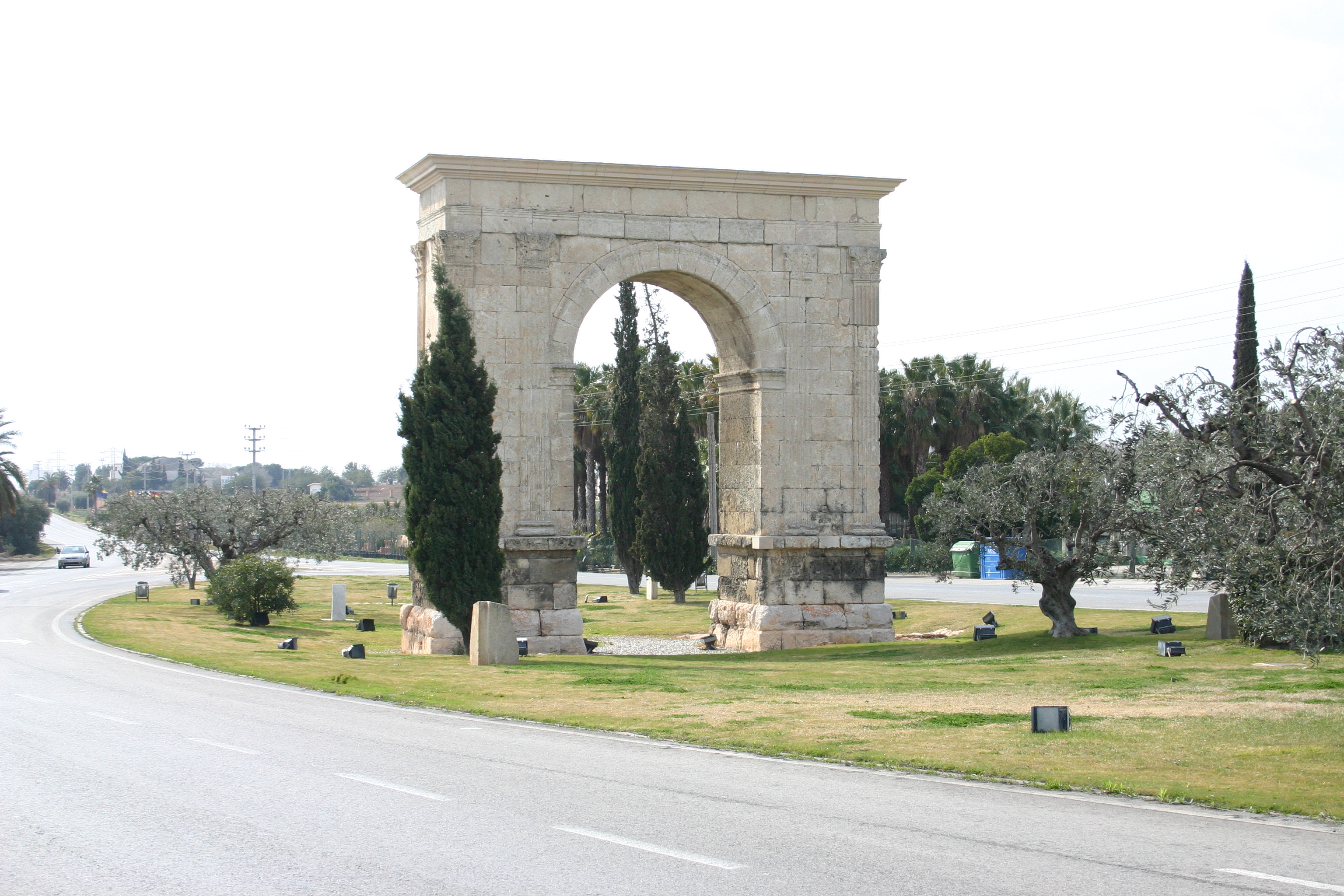
Triumfbågen i Roda de Barà, norr om Tarragona, längs Vía Augusta. Denna del av vägen motsvarar den nuvarande N-340.

Karta över Via Augusta i Hispania romana, mellan Gades (Cádiz) och Narbo Martius (Narbona).

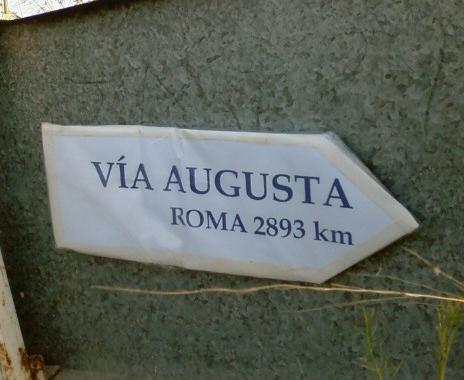
Avståndet till Rom

Vía Augusta var den längsta av de romerska vägarna i Hispania med en längd av omkring 1 500 km och löper från Pyrenéerna längs kusten till Cádiz.
Vägen är en av de mest studerade, mest trafikerade och bäst kända från antiken. Vägen förekommer i gamla dokument som Vasos Apolinares och Antonius vägbeskrivning. Den börjar i Cádiz och passerar det nuvarande samhället La Junquera och förlängs med Vía Domitia, som går längs Galliens sydkust till Rom. Vägen utgjorde huvudväg mellan Rom och Hispania. Under tidernas lopp har den haft olika namn såsom Vía Hercúlea eller Vía Heráclea, Hannibals väg, Yttre vägen, Sankt Vincent martyrens väg (Camino de San Vicente Mártir) och Espartovägen (Ruta del Esparto). Namnet Vía Augusta fick den efter kejsar Augustus på grund av de reparationer som gjordes under hans mandat, under åren 8 till 2 f.Kr., då den blev en viktig kommunikations- och handelsled mellan städerna och provinserna och hamnarna i Medelhavet. För närvarande går till stor del bilvägarna N-IV, N-420, N-340 och Autopista del Mediterráneo (A-7, AP-7, A-70) längs samma sträckning som Vía Augusta. På några sträckor av nuvarande N-340 använde man romarnas beläggning fram till början av 1900-talet, varefter vägen asfalterades under 1920-talet, under Primo de Riveras diktatur.

## Städer som vägen passerar
- Gades (Cádiz)
- Portus Gaditanus (El Puerto de Santa María?)
- Rotea (Rota)
- Ugia (Torre Alocaz), Utrera
- Orippo (Dos Hermanas)
- Hispalis (Sevilla)
- Carmo (Carmona, Sevilla)
- Obucla eller Obúlcula (La Monclova, Fuentes de Andalucía)
- Colonia Augusta Firma Astigi (Écija, Sevilla)
- Corduba (Córdoba)
- Iliturgi (Mengíbar), där den korsar Río Betis (Guadalquivir)
- Mentesa Oretana (Villanueva de la Fuente)
- Saltigi (Chinchilla de Monte-Aragón)
- Libisosa (Lezuza)
- Carthago Nova (Cartagena)
- Saetabis (Játiva)
- Valentia (Valencia)
- Saguntum (Sagunto)
- Dertosa (Tortosa)
- Tarraco (Tarragona)
- Aquis Vocontis (Caldas de Malavella)
- Gerunda (Gerona)
- Narbonem (Narbona)

Städer som Bárcino når man via anslutningsvägar.
Det är osäkert om vägen passerade Hispalis (Sevilla), eller om det skedde via en anslutningsväg.

## Rester av Vía Augusta

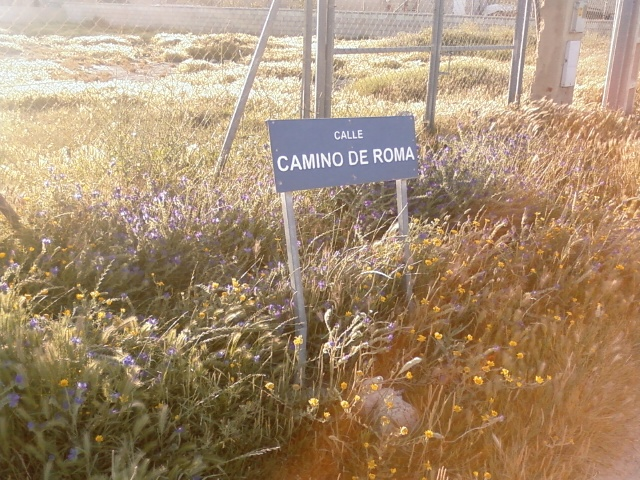
Vägstump av Vía Augusta i El Puerto de Santa María

På Alcantarillabron, i samhället Utrera (Sevilla), över vågbrytarna, finns en inskription som visar att över densamma går Vía Augusta, som förbinder Bética med norra Hispania.
Vägen korsade floden Betis (Guadalquivir) genom bron vid Andújar, som ännu i original har bevarat åtta av de romerska bågarna.
I flera städer finns rester av vägen bevarade, som ungefär följer den nuvarande motorvägen AP-7. Det finns en ganska lång och synbar sträcka i samhället Perelló. Bron vid Bará sträcker sig över vägen, som passerade under bron. I Barcelona har en av de viktigaste gatorna i Sarrià-Sant Gervasi namnet Vía Augusta, vilken förenar Avenida Diagonal med tunnlarna vid Vallvidrera, passerande förbi plaza Molina. Under jord går en stor del av tågtrafiken på Linje 6 (Ferrocarriles de la Generalitat).
I Valencia kan man se Vía Augusta på två stället mitt i stan, den första ligger intill katedralen, i museet Almoina integrerat med olika rester av stan från olika epoker, och den andra, intill det gamla Borjapalatset (Borgia), idag Valencias domstol. I Almoina finns dessutom några tiotals meter av vägens stenläggning. Man kan där se rester av de gamla pelarna till Nymfernas tempel (Templo de las Ninfas) från samma tidsperiod, en brunn och hus från tiden för visigoterna och araberna.